# Nicolás Sánchez (rugbysta)
Nicolás Sánchez (ur. 26 października 1988 w San Miguel de Tucumán) – argentyński rugbysta występujący najczęściej na pozycji łącznika ataku. Reprezentant kraju, trzykrotny uczestnik pucharu świata.

## Kariera klubowa
Sánchez jest wychowankiem Tucumán Lawn Tennis Club, w którym występował do 2011 roku. W sezonach 2010 i 2011 był członkiem drużyny Pampas XV, argentyńskiego mieszanego zespołu, który przystąpił do południowoafrykańskich rozgrywek Vodacom Cup. W roku 2011 Argentyńczycy ukończyli rozgrywki na pierwszym miejscu, pokonując w finale zespół Blue Bulls z Pretorii.
W lipcu 2011 roku ogłoszono, że po zakończeniu pucharu świata Sánchez przeniesie się do beniaminka francuskiej ligi Top 14, Union Bordeaux Bègles. Umowa obowiązywać miała przez jeden sezon z opcją przedłużenia o kolejny rok. Już w lutym 2012 roku kontrakt został przedłużony o dalsze dwa sezony. W barwach klubu z Bordeaux Sánchez kończył zmagania ligowe w środku tabeli – kolejno na miejscach 8., 12. i ponownie 8. Dla UBB występował również w Europejskim Pucharze Challenge.
We wrześniu 2014 roku argentyński łącznik ataku podpisał kontrakt z mistrzem Francji i zdobywcą Pucharu Heinekena, RC Toulonnais. Do klubu z Lazurowego Wybrzeża trafił w ramach zastępstwa za kontuzjowanego Frédérica Michalaka.

## Kariera reprezentacyjna
Pochodzący z prowincji Tucumán zawodnik w barwach Argentyny debiutował 3 marca 2007 roku w meczu zespołu do lat 19 z rówieśnikami z Urugwaju. Po rozegraniu sześciu spotkań „awansował” do drużyny U-20, dla której wystąpił w dalszych trzech meczach. W latach 2009–2010 Sánchez był członkiem zespołu los Jaguares, czyli drugiej reprezentacji seniorskiej.
W pierwszej reprezentacji, „los Pumas”, po raz pierwszy wystąpił 21 maja 2010 roku, podczas meczu z Urugwajem w ramach mistrzostw Ameryki Południowej. W sierpniu 2011 roku otrzymał powołanie na rozgrywany w Nowej Zelandii Puchar Świata, gdzie był najmłodszym zawodnikiem w składzie Argentyny. Podczas mistrzostw wystąpił w zaledwie jednym spotkaniu grupowym, z reprezentacją Rumunii.
Podczas jesiennych spotkań reprezentacyjnych w roku 2012 Sánchez przebił się na dobre do pierwszej reprezentacji, dzięki czemu został podstawowym łącznikiem ataku w kolejnych latach. Wraz z reprezentacją Argentyńczyk brał udział w turnieju The Rugby Championship – uczestniczył też w pierwszym wygranym przez „los Pumas” meczu w tych rozgrywkach (z Australią w październiku 2014 roku). Sam Sánchez w 2014 roku został najlepiej punktującym zawodnikiem turnieju, zapisując na swoim koncie 52 punkty (5 podwyższeń, 14 karnych).